# 新卡羅頓站
新卡羅頓車站（英語：New Carrollton station）是美國馬里蘭州喬治王子郡新卡羅頓的鐵路車站，有華盛頓地鐵、馬里蘭區域通勤鐵路、美鐵的列車停靠。本站是華盛頓地鐵橘線以及計劃中紫線的東側終點站，位置靠近首都環線公路。
在華盛頓地鐵的月台下方，有一個候車室供搭乘美鐵東北區域號以及維蒙特人號，以及馬里蘭區域通勤鐵路賓州線列車的旅客使用。附近並有一個鐵路機廠。
長途公路客運公司灰狗巴士開往維吉尼亞州的里奇蒙市、華盛頓、紐約市、賓夕法尼亞州的費城、匹茲堡的班車也停靠本站。

## 車站配置

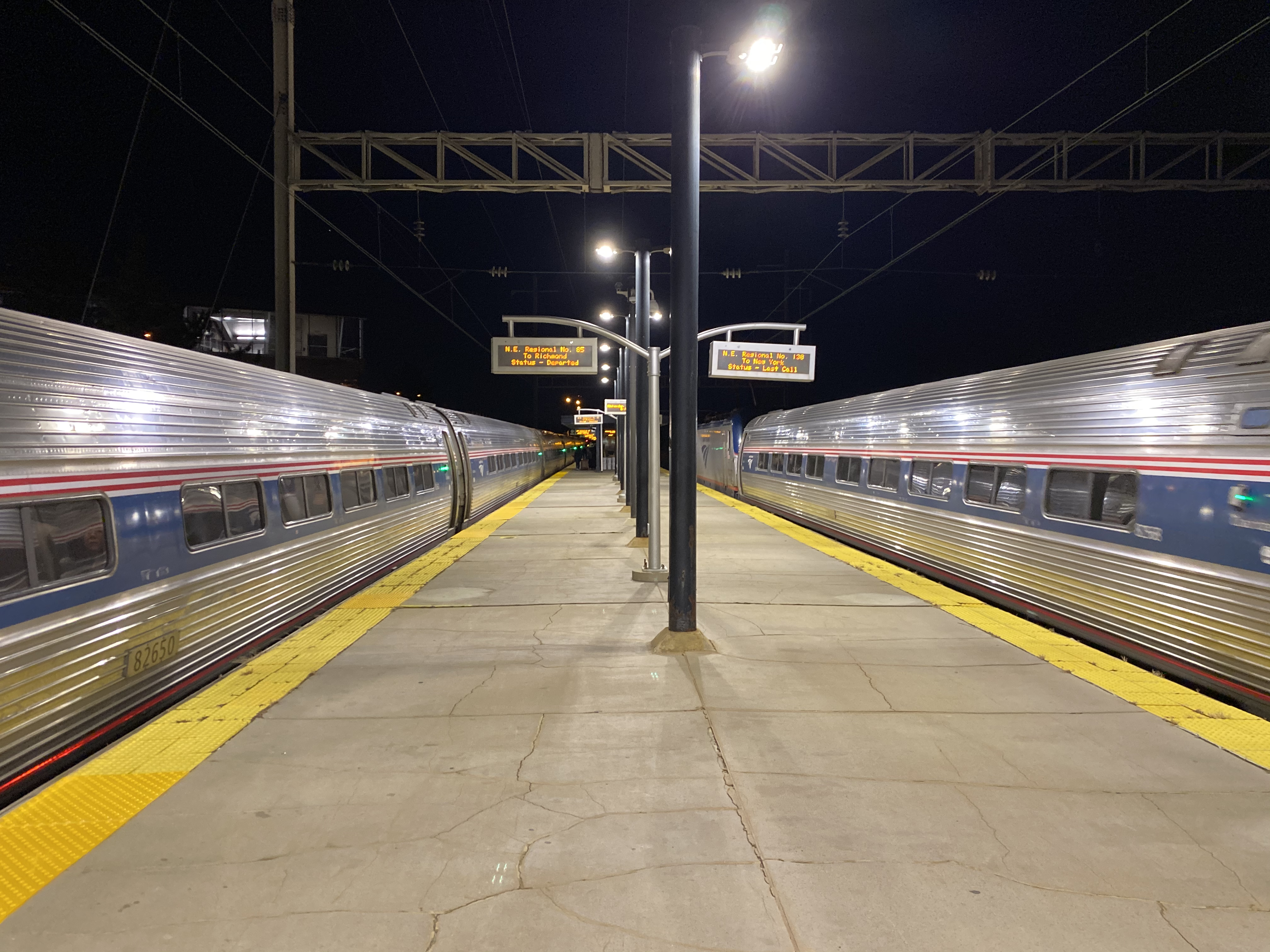
美铁/马里兰区域通勤铁路的月台

鎂鐵東北走廊在本站有三條軌道，最西邊的兩條（軌道2與3）之間有一座島式月台，而軌道1則無月台配置。在美鐵的月台東邊是華盛頓地鐵的月台，供其橘線使用。鐵路的兩側則是公車行駛的道路以及停車場。
| P 月台層 | 3號軌道               | ■美鐵东北区域号等南下列车往华盛顿（華盛頓特區） · ■賓州線往華盛頓特區（終點站）                                 |
| P 月台層 | 島式月台，左側開門    | |
| P 月台層 | 2號軌道               | ■賓州線往巴爾的摩、馬田機場或佩利維爾（西布魯克） · ■美鐵东北区域号等北上列车往纽约/波士顿方向（BWI馬紹爾機場） |
| P 月台層 | 1號軌道               | 美鐵及馬里蘭區域通勤鐵路不停站列车                                                                              |
| P 月台層 | 西行                  | 折返 往維也納（蘭多弗）                                                                                         |
| P 月台層 | 島式月台，左/右側開門 | |
| P 月台層 | 西行                  | 折返 往維也納（蘭多弗）                                                                                         |
| M        | 夾層                  | 單向閘機、售票機、車站詢問處                                                                                    |
| G        | 街道層                | 出入口和停車位                                                                                                  |

## 未來計畫
新卡羅頓站的長期計劃包括增建一個島式月台供美鐵現有的一號軌道以及增建的第四條軌道使用。

## 外部連結
- WMATA: New Carrollton Station
- StationMasters Online: New Carrollton Station （页面存档备份，存于）
- The Schumin Web Transit Center: New Carrollton Station
- USA Rail Guide: New Carrollton Amtrak-MARC-Washington Metro Station （页面存档备份，存于）
- Ellin Road entrance from Google Maps Street View